# Кевин Зенон
Кевин Андрес Зенон (шп. Kevin Andrés Zenón; Гоја, 30. јул 2006) је аргентински фудбалер сиријског порекла који тренутно наступа за Боку јуниорс. Игра на позицији крила.